# Austrotinodes irwini
Austrotinodes irwini is een schietmot uit de familie Ecnomidae. De soort komt voor in het Neotropisch gebied.